# SN 1982B
SN 1982B – supernowa typu Ia odkryta 16 lutego 1982 roku w galaktyce NGC 2268. Jej maksymalna jasność wynosiła 13,70m.